# La Torreta (la Ràpita)
La Torreta és una muntanya de 105 metres que es troba al municipi de la Ràpita, a la comarca catalana del Montsià. Al cim, on s'alça la Torre de la Guardiola, hi ha un vèrtex geodèsic (referència 251163001 de l'ICC). Aquest turó és un estrep oriental de la serra del Montsià que és a la vora de la vila de Sant Carles de la Ràpita. Cal no confondre-la amb la Torreta de Montsià, el cim més alt del massís.